# Sphondylium asperum
Sphondylium asperum är en flockblommig växtart som beskrevs av Franz Georg Hoffmann. Sphondylium asperum ingår i släktet Sphondylium och familjen flockblommiga växter. Inga underarter finns listade i Catalogue of Life.